# (220418) Golovyno
(220418) Golovyno est un astéroïde de la ceinture principale.

## Description
(220418) Golovyno est un astéroïde de la ceinture principale. Il fut découvert le 23 septembre 2003 à Androuchivka par l'observatoire astronomique d'Androuchivka. Il présente une orbite caractérisée par un demi-grand axe de 3,19 UA, une excentricité de 0,05 et une inclinaison de 8,9° par rapport à l'écliptique.

## Compléments